# Epsy Campbell Barr
Epsy Campbell Barr (San José, 4 juli 1963) is een Costa Ricaanse politica, econoom en mensenrechtenactivist, en sedert 8 mei 2018 de eerste-vicepresident van Costa Rica. Ze is daarmee de eerste gekozen vrouwelijke vicepresident van Afrikaanse afkomst in Costa Rica, en in de Amerika's de tweede vrouwelijke vicepresident van Afrikaanse afkomst na Viola Burnham.

## Biografie

### Jeugd en opleiding
Campbell Barr is het vierde kind uit een gezin van zeven kinderen. Haar grootouders waren migranten uit Jamaica, die zich aan de Caraïbische kust van Costa Rica hadden gevestigd.
Campbell Barr studeerde economie aan de Universiteit van Costa Rica en aan de Latijnse Universiteit van Costa Rica. Ze trouwde op jonge leeftijd en werd moeder van twee dochters.  In 2008 behaalde ze ook een MA in ontwikkelingssamenwerking aan de Stichting voor cultuur- en maatschappijwetenschappen van Spanje.

### Carrière
Campbell Barr werd onderzoeker en mensenrechtenactivist. Ze is auteur van  boeken en artikelen over onderwerpen als democratie, inclusie, seksisme en racisme. Daarnaast werkte ze als consultant met expertise op het gebied van sociale ontwikkeling, rechtvaardigheid, en economische en politieke participatie van vrouwen en personen van Afrikaanse afkomst. Zij was onder meer coördinator van het Afro-Caraïbische, Afro-Latijns-Amerikaanse en Diaspora-vrouwennetwerk (1997- 2001), het Vrouwenforum voor Midden-Amerikaanse integratie (1996-2001) en lid van de Alliantie van Volkeren van Afrikaanse herkomst in Latijns-Amerika en de Caraïben, het Zwarte Parlement van de Amerika's en een in Washington gevestigde denktank, de Inter-Amerikaanse dialoog.

### Politiek
In 2000 was Campbell Barr een van de oprichters van de progressieve, sociaaldemocratische Burgeractie Partij (Partido Acción Cuidadana) (PAC) en zij fungeerde van 2005 tot 2009 als partijvoorzitter. Van 2002 tot 2006 en van 2014 tot 2018 had zij een zetel in het nationale parlement en ze trad van 2003 tot 2005 ook als fractievoorzitter op.
Evenals in 2014 wilde Campbell Barr zich kandidaat stellen voor de presidentiële verkiezingen van 2018 namens de PAC. Voor de tweede keer trok ze zich echter terug uit de race. PAC-presidentskandidaat Carlos Alvarado Quesada koos haar later als een van zijn twee gezamenlijke "running mates", naast Marvin Rodríguez Cordero. Na de overwinning van Alvarado Quesada werd Campbell Barr eerste-vicepresident en Rodríguez Cordero tweede-vicepresident. Zij is de eerste Costa Ricaanse vicepresident van Afrikaanse herkomst. Daarnaast werd zij als eerste vrouw in de geschiedenis van Costa Rica benoemd tot minister van buitenlandse zaken. Dit ambt legde zij op 11 december 2018 neer na onderzoek door de procureur-generaal naar ongeregeldheden bij benoemingen op haar ministerie.
- Library of Congress Control Number: no99004736
- Virtual International Authority File: 61173320